# Аношкино (село, Воронежская область)
Ано́шкино — село в Лискинском районе Воронежской области.
Входит в состав Старохворостанского сельского поселения.

## История
В августе — октябре 1942 года в районе села Аношкино на базе 53-го укрепрайона в составе 6-й армии Воронежского фронта была сформирована 270-я стрелковая дивизия второго формирования, прошедшая впоследствии славный боевой путь.

## Население
| 1859 | 1897  | 2010 |
| ---- | ----- | ---- |
| 2473 | ↗2568 | ↘625 |

## Улицы
| - ул. Конечная, - ул. Кутузова, - ул. Луговская, - ул. Молодёжная, | - ул. Сибирская, - ул. Центральная, - ул. Шиловская. |